# Canada Jetlines
Flying your way
Canada Jetlines, Ltd. ou simplement Jetlines, est une compagnie aérienne canadienne à ultra bas coûts basée à Vancouver, Colombie-Britannique, Canada. Jetlines vise à répondre à la demande du marché au Canada pour les voyages en avion à bas prix.
Jetlines cherche à naviguer dans des itinéraires non desservis ou mal desservis par d'autres compagnies aériennes, comme Vancouver à Prince Rupert. Jetlines prévoit de suivre partiellement le modèle des transporteurs européens à bas coût Ryanair et easyJet en opérant dans les petits aéroports, comme l'aéroport international d'Abbotsford, lorsque cela est possible.

## Histoire

### Débuts de la compagnie
Fin 2014, Jetlines se prépare à entrer en bourse en lançant un appel public à l'épargne pour lever un capital de démarrage de 50 millions $.
La compagnie aérienne prévoit de recevoir son certificat de transporteur aérien aux environs de mai 2015, cinq mois après avoir été entièrement financée. Elle compte exploiter des avions Boeing 737. Elle envisage d'acheter ou louer jusqu'à seize Boeing 737, en plus des cinq Boeing 737 MAX 7 (plus 16 options) commandés en décembre 2014,.
La compagnie prévoit établir sa base à Vancouver, puis établir une base dans le sud de l'Ontario et une base secondaire à Winnipeg.
En juin 2016, la compagnie aérienne annonce qu'elle a demandé au gouvernement canadien une exemption à l'obligation légale pour les compagnies aériennes canadiennes de limiter à 25 % les droits de votes des investissements étrangers. Canada Jetlines souhaite pouvoir recevoir des investissements étrangers à hauteur de 49 %. Le 3 novembre 2016, le ministre des Transports, Marc Garneau, a approuvé la demande d'exemption de règles de propriété étrangère de Jetlines, rendant la compagnie plus attractive aux investisseurs étrangers et lui facilitant l'accès aux capitaux nécessaires pour commencer ses activités. Canada Jetlines annonce qu'elle envisage de lancer ses opérations sur des routes primaires et secondaires fortes en exploitant un service aérien régulier point à point. Jetlines prévoit d'exploiter des vols à travers le Canada, les États- Unis, le Mexique et les Caraïbes, à partir de six avions Boeing 737 au cours de la première année d'exploitation et de l'expansion à 40 avions au cours des huit premières années d'exploitation.
Le 8 novembre 2018, Jetlines annonce vouloir établir des activités de transport aérien à l’aéroport Saint-Hubert de Longueuil, avec une mise en service dès 2020, en bénéficiant de l'agrandissement de cette plateforme.
Le 7 février 2019, la « future » compagnie aérienne ultra low cost Canada Jetlines communique qu'elle a finalement décidé de se baser à l'aéroport de Vancouver plutôt qu'à celui d'Abbotsford. Le choix de cet aéroport majeur est motivé par ses tarifs avantageux, ses facilités d'accès, et le potentiel touristique de la ville. Selon Anne Murray, de l'administration de l’aéroport de Vancouver, « c’est génial d’entendre que cette compagnie aérienne canadienne progresse positivement vers le lancement de ses opérations aériennes ». Par ce changement de stratégie, la compagnie prend un avantage sur ces deux concurrents locaux du transport à très bas prix Flair Airlines et Swoop de WestJet.
En juin 2019, la compagnie Jetlines annonce qu'elle s'est vu octroyer des créneaux à l'aéroport international de Vancouver, pour ses premiers vols réguliers à partir de décembre 2019.

## Destinations
Jetlines a fait plusieurs annonces concernant les destinations prévues.

### Canada
- Vancouver, Colombie britannique
- Edmonton, Alberta
- Calgary, Alberta
- Winnipeg, Manitoba[13]
- Hamilton et région de Toronto, Ontario : aéroport international John C. Munro d'Hamilton et aéroport international de la région de Waterloo (en)[14]
- Halifax, Nouvelle-Écosse
- Montréal, Québec[15],[16]

### Autres destinations touristiques
La compagnie a mentionné sur son site internet des « itinéraires envisagés », comme Puerto Vallarta, Orlando, Punta Cana, Fort Lauderdale.
- États-Unis[17] :
  - Las Vegas, Nevada,
  - Phoenix, Arizona,
  - Orlando, Floride,
  - Tampa, Floride,
  - Fort Myers, Floride,
  - Fort Lauderdale, Floride,
- Mexique :
  - Cancún : aéroport international de Cancún[18]
  - Puerto Vallarta : aéroport de Puerto Vallarta[18]
  - San José del Cabo : aéroport de San José del Cabo[18]
- République dominicaine :
  - Saint-Domingue : Aéroport international Las Américas[19]
  - Puerto Plata : aéroport international Gregorio-Luperón[19]
  - Samaná : Aéroport international El Catey[19]

## Flotte
Canada Jetlines prévoit d'utiliser des appareils Boeing 737-700 et Boeing 737-800 pour le début de ses opérations. La compagnie a annoncé, en 2014, l'achat de cinq Boeing 737 Max 7 et une option pour seize appareils additionnels. En septembre 2017, elle a signé une lettre d'intention pour la location de deux Boeing 737-800 avec une importante société de leasing américaine, pour une livraison en avril 2018. Le 13 juin 2018, elle annonce un partenariat avec la société AerCap et la signature d'un contrat de location pour deux Airbus A320. La livraison est prévue pour le premier semestre 2019,. Mais le contrat de location de ces deux appareils avec AerCap est annulé, d'un accord mutuel, à la suite du report apparent du lancement des premiers vols commerciaux de la compagnie, au départ de Vancouver. Davantage en phase avec le calendrier envisagé du lancement des opérations, un accord avec SmartLynx Airlines prévoit la location de deux appareils A320 au cours du dernier trimestre 2019. Les avions sont entrés en service en 2023.